# Tayug
Tayug (Bayan ng Tayug) är en kommun i Filippinerna. Kommunen ligger på ön Luzon, och tillhör provinsen Pangasinan. Folkmängden uppgår till 36 199 invånare.

## Barangayer
Tayug är indelat i 21 barangayer.
| - Agno - Amistad - Barangobong - Carriedo - C. Lichauco - Evangelista - Guzon - Lawak - Legaspi - Libertad - Magallanes | - Panganiban - Barangay A (Pob.) - Barangay B (Pob.) - Barangay C (Pob.) - Barangay D (Pob.) - Saleng - Santo Domingo - Toketec - Trenchera - Zamora |